# Koralówka żółknąca
Koralówka żółknąca (Ramaria flavescens (Schaeff.) R.H. Petersen) – gatunek grzybów z rodziny  siatkoblaszkowatych (Gomphaceae).

## Systematyka i nazewnictwo
Pozycja w klasyfikacji według Index Fungorum: Ramaria, Gomphaceae, Gomphales, Phallomycetidae, Agaricomycetes, Agaricomycotina, Basidiomycota, Fungi.
Po raz pierwszy takson ten zdiagnozował w 1774  r. Jacob Christian Schaeffer nadając mu nazwę Clavaria flavescens. Obecną, uznaną przez Index Fungorum nazwę nadał mu w 1974 r. Ronald H. Petersen przenosząc go do rodzaju Ramaria. 
Nazwę polska podają niektóre atlasy grzybów. 

## Morfologia
Owocnik
Szerokość i wysokość: 10–20 cm. Pomarańczowożółty (na starość płowożółtawy), krzaczkowato rozgałęziony. Podobny do koralówki złocistej, jednak ze sprzążkami między rozgałęzieniami.
Trzon
W warunkach wilgotnych wodnisto-marmurkowaty.
Miąższ
Białawy, nie przebarwiający się, smak łagodny, a na starość na wierzchołkach owocnika gorzki.
Wysyp zarodników
Ochrowożółtawy.

## Występowanie i siedlisko
Koralówka żółknąca notowana jest tylko w niektórych państwach Europy. W Polsce nie notowana, występuje jednak na Słowacji.
Rośnie często w lasach liściastych i iglastych, pod dębami, bukami i świerkami, owocuje od sierpnia do września.

## Znaczenie
Grzyb mikoryzowy. Grzyb jadalny. Starsze, gorzkawe owocniki mogą powodować lekkie zaburzenia trawienne.

## Gatunki podobne
- Koralówka złocista (Ramaria aurea), gatunek do którego wcześniej zaliczano Ramaria flavescens, nie ma sprzążek pomiędzy rozgałęzieniami owocnika. Jadalna.
- Koralówka blada (Ramaria pallida), której miąższ jest blady i nigdy nie wodnisto marmurkowaty. Trująca.
- Koralówka strojna (Ramaria formosa), której miąższ nigdy nie jest wodnisto marmurkowaty. Trująca.
- Koralówka żółta (Ramaria flava), o owocniku barwy czystożółtej. Jadalna.
- Ramaria sanguinea, u której miąższ po skaleczeniu silnie czerwienieje. Jadalna.